# Santanadactylus
Santanadactylus (que significa "dedo da Formação Santana") foi um gênero de pterossauro pterodactilóide da Formação Romualdo, datado do andar Albiano do Cretácea Inferior, em Barra do Jardim, Chapada do Araripe, Ceará, Brasil. A espécie-tipo é denominada Santanadactylus brasilensis.
Foram descobertas em 1980 pelo paleontólogo holandês Paul de Buisonjé. Quatro espécies foram nomeadas, mas hoje não são consideradas congenéricas entre si. Era um pterossauro bastante grande.

## História da descoberta
O gênero foi nomeado em 1980 pelo paleontólogo holandês Paul de Buisonjé. A espécie-tipo é S. brasilensis, nome específico referente ao Brasil. É baseado no holótipo UvA M 4894 (Instituto Geológico da Universidade de Amsterdã), uma parte superior do úmero direito e um escapulacoracoide direito. O UvA M 4895, composto por duas vértebras cervicais de um indivíduo diferente, foi designado como parátipo, referido por ter sido encontrado no mesmo lote de 25 nódulos de giz comprados de colecionadores. Restos adicionais, incluindo um notário (vértebras fundidas que sustentam o ombro) foram posteriormente encaminhados ao táxon por Wellnhofer et al. (1983) e Wellnhofer (1991).
Em 1985, Peter Wellnhofer, um paleontólogo alemão que escreveu inúmeras publicações científicas sobre pterossauros, nomeou três espécies adicionais: S. araripensis, S. pricei e S. spixi. S. araripensis, nomeado em homenagem ao Planalto do Araripe, era uma espécie de grande porte baseada no BSP 1982 I 89, com restos incluindo um crânio parcial (sem a extremidade das mandíbulas) e braços; a seção do crânio preservada não tinha crista. S. pricei, em homenagem a Llewellyn Ivor Price, era a menor das três espécies; foi baseado no BSP 1980 I 122, uma asa esquerda do cotovelo para baixo, e material de braço adicional foi referido a ele ao longo dos anos.
Ao longo dos anos, as espécies deste táxon foram reavaliadas. Chris Bennett sugeriu que o hipodigma de S. brasilensis era uma quimera de um pteranodontídeo e algo mais (na medida em que o holótipo e parátipo pertenciam a formas diferentes), S. araripensis e S. pricei eram pteranodontídeos, e S. spixi era um membro de Dsungaripteridae. Wellnhofer (1991) também removeu S. spixi do gênero. Kellner e Campos (1992) concordaram que S. spixi não era congenérico com S. brasiliensis, sugerindo se tratar de um tapejarideo. Unwin (2003) propôs que "Santanadactylus" spixi era uma espécie de Tupuxuara com base na comparação com espécimes deste gênero. Averianov (2014) considerou Santanadactylus spixi um nomen dubium provavelmente sinônimo de Tupuxuara longicristatus, e também indicou que o parátipo de S. brasiliensis provavelmente se referia a T. longicristatus. Kellner (1990) renomeou S. araripensis para Anhanguera araripensis,  seguido por Wang et al. (2008), embora Veldmeijer (2003) o tenha incluído ao gênero Coloborhynchus. Um estudo recente, no entanto, considera o S. araripensis duvidoso.

## Classificação
De Buisonjé primeiro atribuiu Santanadactylus a Criorhynchidae (hoje Ornithocheiridae). Wellnhofer (1991) considerou-o um membro dos Ornithocheiridae com base na estrutura do úmero, mas observou que o alongamento das vértebras cervicais do parátipo o distinguia de outros táxons do clado. Bennett (1989) atribuiu S. brasilensis (apenas o holótipo) a Pteranodontidae. Kellner (1990), concluindo que poderia encontrar apenas uma única autapomorfia para Santanadactylus brasilensis, a margem ventral reta da parte proximal da crista deltopeitoral, atribuiu o gênero a Pterodactyloidea como incertae sedis, mas posteriormente (Kellner e Tomida 2000) atribuiu-o a ao clado Pteranodontoidea. S. pricei segundo Kellner pertencia a um clado descendente do último ancestral comum de Istiodactylus e Anhangueridae. O mesmo ocorreu em sua análise para o Araripesaurus, um gênero do qual ele pensava anteriormente que S. pricei era um sinônimo júnior.

## Paleobiologia
Santanadactylus é considerado um grande pterossauro, Wellnhofer para as várias espécies indicando uma envergadura de 2,9–5,7 metros.  De Buisonjé pensou que Santanadactylus brasilensis tinha uma envergadura de 6 metros. Pode ter sido adaptado para planar sobre voo de bater asas.